# Andrea Vötter
Andrea Vötter (* 3. April 1995 in Brixen) ist eine italienische Rennrodlerin. Zusammen mit ihrer Doppelpartnerin Marion Oberhofer wurde sie 2023 Europameisterin im Doppelsitzer und 2024 Weltmeisterin im Doppelsitzer-Sprint.

## Werdegang
Andrea Vötter startet für A.S.V. Vols Am Schlern und besuchte die Sportoberschule Mals. Die in Völs am Schlern lebende Studentin begann 2010 mit dem Rennrodelsport. Sie erreichte einen ersten internationalen Erfolg im Rahmen der Naturbahnrodel-Juniorenweltmeisterschaft 2010 in Deutschnofen, wo sie bei den Juniorinnen hinter ihren Landsfrauen Evelin Lanthaler und Alexandra Obrist die Bronzemedaille gewann. In der Folgezeit konzentrierte sie sich auf den Kunstbahn-Rodelsport. Hier wurde sie bei den Olympischen Jugend-Winterspielen 2012 in Innsbruck im Einzelrennen Sechste und an der Seite von Daniel Gatterer und dem Doppel Florian Gruber/Simon Kainzwaldner Fünfte. Die Rennrodel-Juniorenweltmeisterschaften 2013 beendete sie auf dem Siebten Rang, die Rennrodel-Juniorenweltmeisterschaften 2013 als Achte. Bei den Rennrodel-Juniorenweltmeisterschaften 2014 in Igls gewann sie den Titel im Einsitzer der Juniorinnen, 2015 belegte sie den fünften Platz. Hinzu kommen bei den U23-Weltmeisterschaften 2015 ein sechster Rang im Einzel, 2016 im Teamwettbewerb und 2017 Platz vier im Einzelrennen.

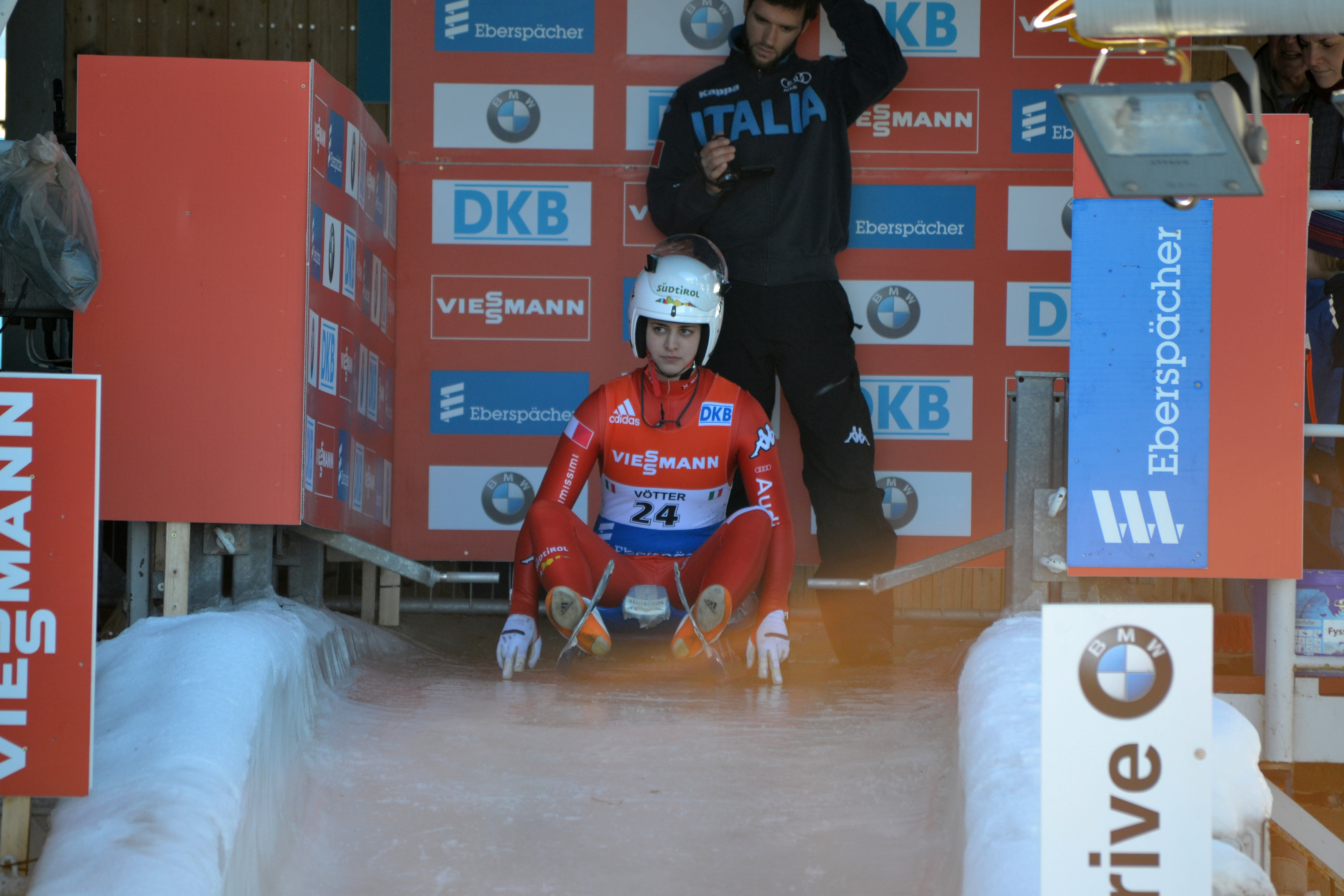
Vötter während des Trainings beim Weltcup 2015 in Altenberg

Zum Auftakt der Saison 2012/13 debütierte Vötter in Igls im Rahmen des Rennrodel-Weltcups. Im Nationencup, über den sich die nicht gesetzten Starterinnen für das eigentliche Weltcuprennen qualifizieren müssen, belegte sie den 18. Platz und verpasste damit ihr erstes Hauptrennen um zwei Ränge. Die dabei erzielten Punkte reichten zum 48. Rang der Gesamtwertung der Weltcup-Saison. Auf der zweiten Station der Folgesaison konnte sie sich in Igls als 14. des Nationencups erstmals für das Hauptrennen des Weltcups qualifizieren, das sie als 21. beendete. Zum Saisonfinale in Sigulda erreichte sie mit Rang 20 die erste Top-20-Platzierung und erreichte mit 120 Punkten Platz 28 in der Gesamtwertung. Beim Saisonhöhepunkt, den Olympischen Winterspielen in Sotschi, belegte Vötter Platz 19. Auch in der Saison 2014/15 erfolgte ein erneuter Leistungssprung. Wie schon in der Vorsaison gehörte Vötter wieder regelmäßig zum Weltcup-Kader, die Qualifikation für das Hauptrennen war mittlerweile der Normalzustand. In Calgary verpasste sie als Elfte noch um einen Rang eine erste Top-Ten-Platzierung, die sie im darauf folgenden Sprintrennen als Zehnte erstmals erreichte. Mit 255 Punkten kam sie als 19. zudem erstmals unter die besten 20 der Weltcup-Gesamtwertung. Bei den Rennrodel-Weltmeisterschaften 2015 in Sigulda erreichte sie als 18. die beste Platzierung der italienischen Starterinnen und qualifizierte sich damit für das Staffelrennen, in dem sie mit Dominik Fischnaller und Christian Oberstolz/Patrick Gruber als Viertplatzierte knapp eine Medaille verpasste. Die U-23-Weltmeisterschaften beendete sie als Sechste.
Die Saison 2015/16 brachte eine gesundheitsbedingte Leistungsstagnation, nachdem sich Vötter zu Beginn der Saison nach dem ersten Lauf in aussichtsreicher Position auf dem 13. Rang liegend im zweiten Lauf am Start verletzte. Bis Oberhof startete sie weiter mit lädierter Schulter und erreichte auch Top-20-Platzierungen. In Sigulda verzichtete sie schließlich auf einen Start und beendete die Saison vorzeitig. Nach der Saison wurde sie an der Schulter operiert. Zuvor wurde sie noch bei den Rennrodel-Weltmeisterschaften 2016 am Königssee 17. sowie erneut Sechste der U-23-WM.

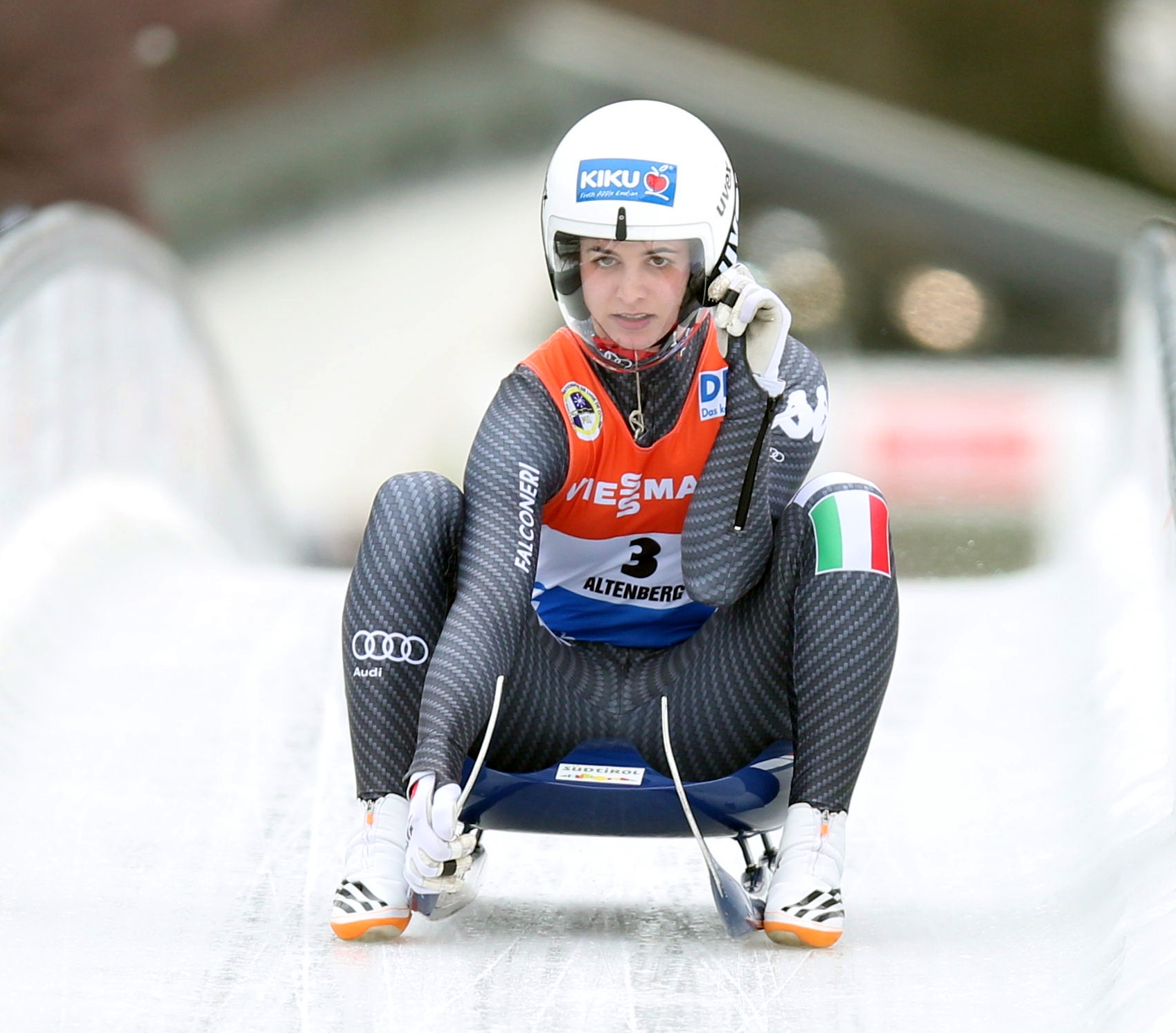
Vötter beim Weltcuprennen Februar 2017 in Altenberg

2016/17 gewann Vötter die Gesamtwertung des Nationencups. Obwohl sie sich nie besser als Rang 12 platzieren konnte, erreichte sie dennoch in der Gesamtwertung mit 289 Punkten den 16. Platz. Bei den Rennrodel-Europameisterschaften 2017 am Königssee belegte Vötter den neunten Platz im Einzel und verpasste einmal mehr mit Dominik Fischnaller sowie Ludwig Rieder und Patrick Rastner als Viertplatzierte in der Teamstaffel eine Medaille. Die Rennrodel-Weltmeisterschaften 2017 auf ihrer Lieblingsbahn in Igls beendete sie als 14. sowohl des Einzel- als auch des Sprintrennens. In der Teamstaffel erreichte sie mit Dominik Fischnaller und Rieder/Rastner erneut den undankbaren vierten Platz. Beim ersten Rennen der Saison 2017/18 kam Vötter auf den sechsten und damit bis dahin besten Rang ihrer Karriere. In Altenberg gewann sie erstmals das Rennen im Nationencup. Am Königssee gewann sie zusammen mit Dominik Fischnaller und Ivan Nagler/Fabian Malleier das Staffelrennen. Sie erreichte somit ihren ersten Weltcupsieg mit der Teamstaffel.
In der Saison 2018/19 konnte Vötter sich erneut verbessern und erreichte bei den Weltcups in Calgary, Sigulda und Oberhof mit jeweils Platz 4 die besten Weltcupergebnisse ihrer Karriere. In der Teamstaffel konnte sie einen erneuten Erfolg feiern, als das italienische Team den Weltcup in Oberhof und damit gleichzeitig den Europameisterschaftstitel gewann. In der Weltcupgesamtwertung der Einsitzer erreichte sie den siebten Platz, ihr bisher bestes Ergebnis.
Die Saison 2019/20 verlief zunächst durchwachsen, ab der dritten Weltcupstation in Whistler kam es dann jedoch zu einer deutlichen Stabilisierung der Leistungen. In Altenberg gelang mit dem dritten Platz das beste Saisonergebnis, bei den Europameisterschaften 2020 in Lillehammer erzielte sie Platz 4 im Einsitzer sowie die Silbermedaille in der Teamstaffel, womit jedoch die Titelverteidigung verpasst wurde. Zum Saisonende folgten anschließend wieder schwächere Leistungen, bei den Weltmeisterschaften in Sotschi verpasste sie die Qualifikation für den Sprint, wurde im Einsitzer 10. und verpasste mit der Teamstaffel mit Platz vier das Podium. Die Gesamtwertung des Weltcups schloss sie als Siebte ab. Die Saison 2020/21 begann Vötter mit drei neunten Rängen im Einzelrennen und im Sprint von Igls sowie im Einzelrennen in Altenberg. Beim Staffelrennen in Igls verpasste sie das Touchpad, woraufhin die italienische Staffel disqualifiziert wurde; in Altenberg siegte sie mit der italienischen Staffel. Im Gesamtweltcup belegte sie den achten Platz. Ihre beste Saisonleistung zeigte sie mit Platz 5 bei der Weltcupstation Oberhof I, ansonsten erzielte sie Ergebnisse rund um Platz 10. Die Weltmeisterschaften am Königssee jedoch verliefen mit Platz 15 (Sprint), Platz 24 (klassische Disziplin) und Platz 4 (Teamstaffel) eher enttäuschend; auch beim Weltcupfinale in St. Moritz–Celerina reichte es beim durch starken Schneefall beeinflussten Rennen nur zum 17. Platz. In der Weltcupgesamtwertung wurde sie Achte.

## Erfolge

### Weltcupsiege
Doppelsitzer
| Nr. | Datum         | Ort              | Bahn                                 |
| --- | ------------- | ---------------- | ------------------------------------ |
| 1.  | 10. Dez. 2022 | Whistler         | Whistler Sliding Centre              |
| 2.  | 16. Dez. 2022 | Park City        | Bobbahn Park City                    |
| 3.  | 14. Jan. 2023 | Sigulda          | Bob- und Rennschlittenbahn Sigulda   |
| 4.  | 4. Feb. 2023  | Altenberg        | Rennschlitten- und Bobbahn Altenberg |
| 5.  | 3. Feb. 2024  | Altenberg        | Rennschlitten- und Bobbahn Altenberg |
| 6.  | 25. Feb. 2024 | Sigulda (Sprint) | Bob- und Rennschlittenbahn Sigulda   |

Teamstaffel
| Nr. | Datum         | Ort            | Bahn                                  |
| --- | ------------- | -------------- | ------------------------------------- |
| 1.  | 7. Jan. 2018  | Königssee      | Kombinierte Kunsteisbahn am Königssee |
| 2.  | 10. Feb. 2019 | Oberhof        | Rennrodelbahn Oberhof                 |
| 3.  | 24. Nov. 2019 | Innsbruck-Igls | Olympia Eiskanal Igls                 |
| 4.  | 6. Dez. 2020  | Altenberg      | Rennschlitten- und Bobbahn Altenberg  |